# Noël Liétaer
Noël Liétaer (17 de novembro de 1908 - 21 de fevereiro de 1941) foi um futebolista francês. Competiu na Copa do Mundo FIFA de 1934, sediada na Itália.
Militar do 100.º regimento de infantaria durante a Segunda Guerra Mundial, morreu devido a uma doença contraída em serviço em Rostock em 1941. Um estádio da sua cidade natal tem o seu nome.